# Socjalliberalizm
Socjalliberalizm (ang.: Social liberalism, niem.: Sozialliberalismus, hiszp.: socioliberalismo) – zdefiniowana przez Leonarda Hobhouse’a doktryna polityczna. Głosi wolność społeczną przy jednoczesnym zachowaniu pewnego stopnia interwencjonizmu państwowego w mechanizmy wolnego rynku, aby dać zabezpieczenie socjalne najbiedniejszym.
Według założeń socjalliberalizmu, państwo ma dbać o dobrobyt, czyli zapewnić ludziom minimum socjalne, dostęp do wykształcenia i innych podstawowych potrzeb. Zwolennicy socjalliberalizmu zakładają, że państwo powinno zapewnić obywatelowi wolność od biedy czy nędzy.
Idee i partie socjalliberalne są zwykle uznawane za centrowe lub centrolewicowe. Oczekuje się, że rząd socjalliberalny zajmie się kwestiami gospodarczymi i społecznymi, takimi jak ubóstwo, opieka społeczna, infrastruktura, opieka zdrowotna, edukacja i klimat, wykorzystując interwencje rządowe, jednocześnie podkreślając prawa i autonomię jednostki.